# تئوری بکر-دورینگ
تئوری بکر-دورینگ (به انگلیسی: Becker-Döring Theory) یکی از تئوری‌های هسته‌زایی است. این تئوری فرض می‌کند که رشد یا کوچک‌شدن جوانه‌ها با افزوده شدن یک اتم از محیط به جوانه یا کم‌شدن یک اتم از جوانه رخ می‌دهد. در این تئوری سرعت استحاله از اختلاف سرعت این دو فرآیند حاصل می‌شود. فرآیندهای دیگری که شامل دو کلاستر اتمی دارای بیش از یک اتم باشند، در این مدل در نظر گرفته نشده‌اند. Ball, Carr & Penrose اثبات کردند که در چگالی‌های پایین‌تر از یک مقدار بحرانی مشخص، جواب معادلات این تئوری موجود و یکتا است. سپس این نتیجه توسط Ball & Carr به شرایط اولیه اختیاری تعمیم داده‌شد.